# Sebastian Telfair
Sebastian Telfair (ur. 9 czerwca 1985 w Nowym Jorku) – amerykański koszykarz grający na pozycji rozgrywającego, został wybrany w drafcie do NBA bezpośrednio po ukończeniu szkoły średniej.
W 2004 wystąpił w meczu wschodzących gwiazd - Nike Hoop Summit oraz McDonald’s All-American.
Został wybrany z 13. numerem w drafcie w 2004 przez Portland Trail Blazers. Do draftu zgłosił się bezpośrednio po ukończeniu Abraham Lincoln High School, rezygnując z występów na uniwersytecie. Jego ostatni rok szkoły średniej oraz przystąpienie do draftu w 2004, zostało zarejestrowane i przedstawione w dokumentalnym filmie Through the Fire.
Po dwóch sezonach gry w Trail Blazers trafił do Boston Celtics, będąc razem z Theo Ratliffem częścią wymiany, w ramach której w drugą stronę powędrował m.in. Randy Foye. Po roku został ponownie wymieniony, tym razem wraz z trzema innymi koszykarzami do Minnesota Timberwolves w zamian za Kevina Garnetta.
Telfair podpisał kontrakt z Phoenix Suns w grudniu 2011 roku. Wraz z zamknięciem okna transferowego w 2013 został wymieniony do kanadyjskiej drużyny Toronto Raptors.
W październiku 2013 podpisał roczny kontrakt z drużyną ligi chińskiej, Tianjin Ronggang.
15 lipca 2014 podpisał kontrakt z Oklahoma City Thunder. 27 listopada z powodu kadrowego obciążenia w ekipie Thunder został zwolniony z drużyny.